# Molemole
Molemole – gmina w Republice Południowej Afryki, w prowincji Limpopo, w dystrykcie Capricorn. Siedzibą administracyjną gminy jest Dendron.